# Bistum Salamanca
Das Bistum Salamanca (lateinisch Dioecesis Salmantina, spanisch Diócesis de Salamanca) ist eine in Spanien gelegene römisch-katholische Diözese mit Sitz in Salamanca.

## Geschichte

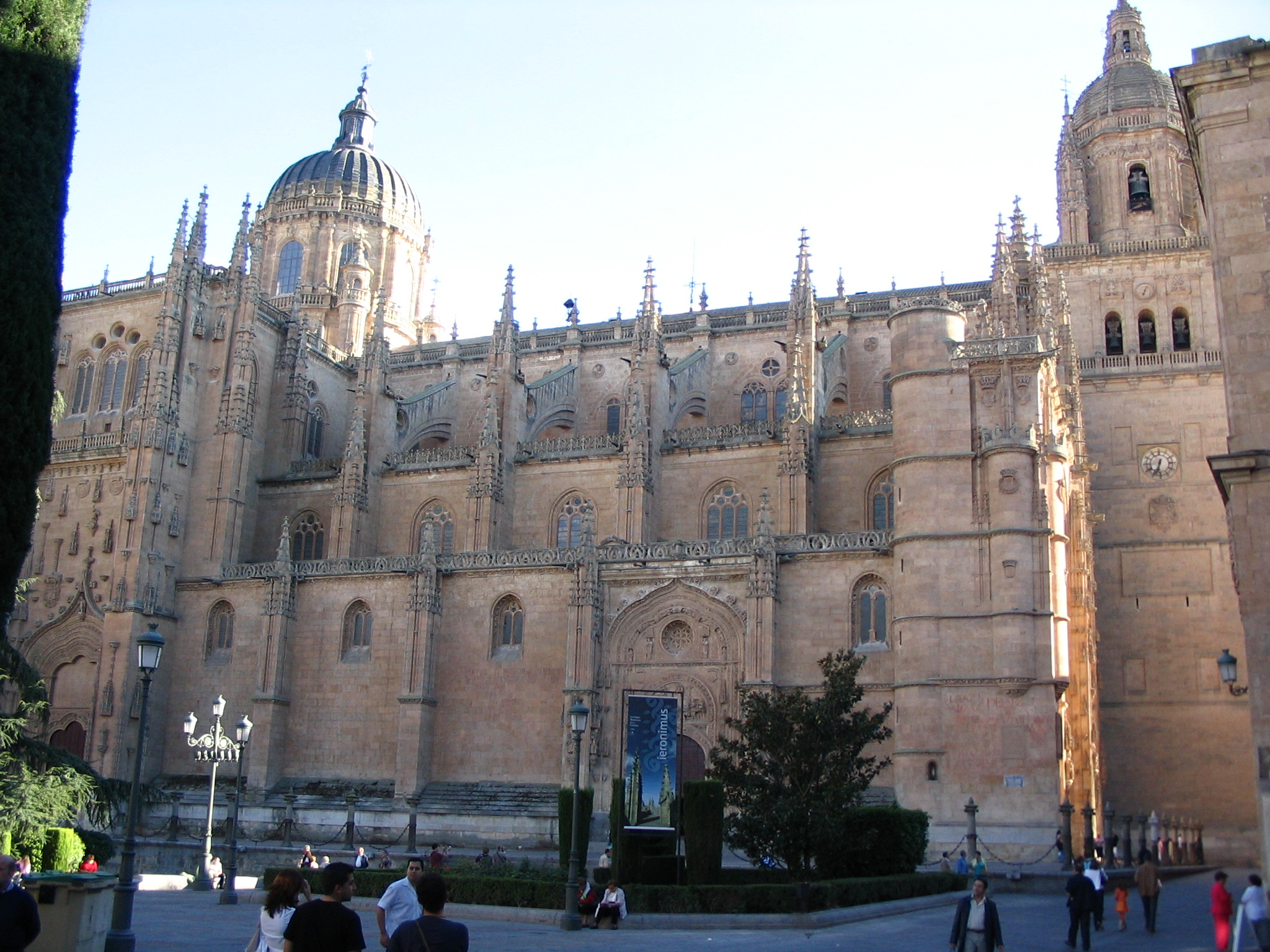
Kathedrale Santa María del Asedio in Salamanca

Das Bistum Salamanca wurde im 10. Jahrhundert errichtet und dem Erzbistum Mérida als Suffraganbistum unterstellt. 1120 wurde das Bistum Salamanca dem Erzbistum Santiago de Compostela als Suffraganbistum unterstellt. Das Bistum Salamanca wurde am 4. Juli 1857 dem Erzbistum Valladolid als Suffraganbistum unterstellt.
Am 15. November 2021 verfügte Papst Franziskus die Vereinigung des Bistums Salamanca in persona episcopi mit dem Bistum Ciudad Rodrigo.